# Аталая (Монтижу)
Аталая (порт. Atalaia) — район (фрегезия) в Португалии, входит в округ Сетубал. Является составной частью муниципалитета Монтижу. Находится в составе крупной городской агломерации Большой Лиссабон. По старому административному делению входил в провинцию Эштремадура. Входит в экономико-статистический субрегион Полуостров Сетубал, который входит в Лиссабонский регион. Население составляет 1312 человека на 2001 год. Занимает площадь 2,65 км².